# Acanthophyllum anisocladum
Acanthophyllum anisocladum là loài thực vật có hoa thuộc họ Cẩm chướng. Loài này được Schiman-Czeika mô tả khoa học đầu tiên năm 1988.